# Juan Manuel Villa
Juan Manuel Villa Gutiérrez (født 26. september 1938 i Sevilla, død 5. januar 2025) var en spansk fodboldspiller (midtbane). Han spillede tre kampe for det spanske landshold i 1964, men var dog ikke med i truppen, da landet vandt EM samme år.

## Titler
Copa del Generalísimo
- 1964 og 1966 med Real Zaragoza

Messeby-turneringen
- 1964 med Real Zaragoza